# Cellcom
Cellcom（希伯来语：‎），是以色列的一家电信运营商，目前是以色列第3大电信公司。该公司成立于1994年，主要以无线业务为主。公司总部位于以色列内坦亚市。